# Campeonato Paranaense de Futebol de 1965
O Campeonato Paranaense de Futebol de 1965 foi a 51.ª edição do campeonato estadual. Nesta edição foram inscritas 30 agremiações divididas em dois grupos (ou série): "Série Norte" e "Série Sul". Diferente do regulamento de 1963 e 1964, em que os clubes do norte eram dividido em dois grupos, neste ano houve o emparceiramento de todos os clubes, na primeira fase, no grupo chamado de "Série Norte". O grupo “Série Sul” contou com 13 times enquanto o grupo “Série Norte” teve 17 agremiações.
O campeonato iniciou em maio de 1965 e, novamente, terminou no ano seguinte, em 20 de março de 1966.
O artilheiro do campeonato foi o atleta Walter do Atlético com 24 gols marcados e a média de público nos estádios foi de 1 146 pagantes.
Neste ano a F.P.F. definiu que os seis primeiros colocados de cada grupo formariam a Divisão Especial, ou primeira divisão do estadual de 1966. O objetivo da federação, com esta atitude, foi em diminuir os participantes para uma melhor administração e competitividade do principal campeonato do Paraná, e criar a Divisão de Acesso, ou segunda divisão, para o ano seguinte. 
Em março de 1966 o Ferroviário sagrou-se campeão, quebrando uma sequência de quatro títulos seguidos de times do interior, e consequentemente, ganhou seu sétimo título estadual.

## Participantes

### Série Sul
Grupo com 13 clubes.
| Equipe                             | Cidade       | Região                           | No ano anterior     | Estádio                         | Capacidade | Títulos                                 | Participações |
| ---------------------------------- | ------------ | -------------------------------- | ------------------- | ------------------------------- | ---------- | --------------------------------------- | ------------- |
| Esporte Clube Água Verde           | Curitiba     | Região Metropolitana de Curitiba | Lugar               | Estádio Orestes Thá             | --         | 0 (não possui)                          | 24            |
| Britânia Sport Club                | Curitiba     | Região Metropolitana de Curitiba | Lugar               | Estádio Paula Soares            | --         | 6 (1918, 1919,1920,1921,1922,1923)      | 38            |
| Palestra Itália Futebol Clube      | Curitiba     | Região Metropolitana de Curitiba | Lugar               | --                              | --         | 3 (1924, 1926, 1932)                    | 31            |
| Ferroviário                        | Curitiba     | Região Metropolitana de Curitiba | Lugar               | Estádio Durival Britto e Silva  | --         | 6 (1937, 1938, 1944, 1948, ,1950,1953 ) | 26            |
| Coritiba Foot Ball Club            | Curitiba     | Região Metropolitana de Curitiba | Lugar               | Estádio Belfort Duarte          | --         | 17 (último em 1960)                     | 43            |
| Clube Atlético Paranaense          | Curitiba     | Região Metropolitana de Curitiba | Lugar               | Estádio Joaquim Américo         | --         | 10 (último em 1958)                     | 33            |
| Guarani Sport Club                 | Ponta Grossa | Microrregião de Ponta Grossa     | Lugar               | Estádio Joaquim de Paula Xavier | --         | 0 (não possui)                          | 13            |
| Operário Ferroviário Esporte Clube | Ponta Grossa | Microrregião de Ponta Grossa     | Lugar               | Estádio Germano Krüger          | --         | 0 (não possui)                          | 24            |
| Caramuru Esporte Clube             | Castro       | Microrregião de Ponta Grossa     | Lugar               | --                              | --         | 0 (não possui)                          | 11            |
| Rio Branco Sport Club              | Paranaguá    | Litoral Paranaense               | Lugar               | Estradinha                      | --         | 0 (não possui)                          | 16            |
| Clube Atlético Primavera           | Curitiba     | Região Metropolitana de Curitiba | Lugar               | Estádio João Loprete Frega      | --         | 0 (não possui)                          | 5             |
| Clube Atlético Seleto              | Paranaguá    | Litoral Paranaense               | Campeão da Zona Sul | Estradinha                      | --         | 0 (não possui)                          | 5             |
| Clube Atlético União Olímpico      | Irati        | Microrregião de Irati            | Lugar               | Estádio Coronel Emílio Gomes    | --         | 0 (não possui)                          | 5             |

#### Resultado final Série Sul
Os dois clubes com melhor pontuação do grupo (C.A. Ferroviário e Coritiba F.C.) fizeram os jogos decisivos em 28 de novembro e em 5 de dezembro de 1965. No primeiro confronto, no Estádio Belfort Duarte, o jogo terminou empatado em 0 x 0. No jogo final, na casa do Ferroviário, o Durival de Brito, o Ferroviário ganhou por 1 x 0 , com o gol de Bídio aos 10 minutos do segundo tempo.
- Campeão - C.A. Ferroviário

### Série Norte
Grupo com 17 clubes.
| Equipe                                     | Cidade            | Região                            | No ano anterior             | Estádio                                  | Capacidade | Títulos        | Participações |
| ------------------------------------------ | ----------------- | --------------------------------- | --------------------------- | ---------------------------------------- | ---------- | -------------- | ------------- |
| Sociedade Esportiva e Recreativa Arapongas | Arapongas         | Microrregião de Apucarana         | Lugar                       | Estádio dos Pássaros                     | --         | 0 (não possui) | 7             |
| Grêmio Esportivo Recreativo de Apucarana   | Apucarana         | Microrregião de Apucarana         | Lugar                       | Estádio Bom Jesus da Lapa                | --         | 0 (não possui) | 7             |
| Mandaguari Esporte Clube                   | Mandaguari        | Microrregião de Maringá           | Lugar                       |                                          | --         | 0 (não possui) | 7             |
| Comercial                                  | Cornélio Procópio | Microrregião de Cornélio Procópio | Lugar                       | Estádio Municipal Ubirajara Medeiros     | --         | 1 (1961)       | 7             |
| Nacional Atlético Clube Sociedade Civil    | Rolândia          | Microrregião de Londrina          | Lugar                       | Estádio Erich George                     | --         | 0 (não possui) | 7             |
| Londrina Futebol e Regatas                 | Londrina          | Microrregião de Londrina          | Lugar                       | Estádio do Café                          | --         | 1 (1962)       | 7             |
| Atlético Clube Paranavaí                   | Paranavaí         | Microrregião de Paranavaí         | Lugar                       | Estádio Municipal Dr. Waldemiro Wagner   | --         | 0 (não possui) | 6             |
| Cambé Atlético Clube                       | Cambé             | Microrregião de Londrina          | Lugar                       | Estádio Municipal José Garbelini         | --         | 0 (não possui) | 6             |
| Grêmio Esportivo Maringá                   | Maringá           | Microrregião de Maringá           | Campeão                     | Estádio Willie Davids                    | --         | 2 (1963,1964)  | 4             |
| Jandaia Esporte Clube                      | Jandaia do Sul    | Microrregião de Apucarana         | Lugar                       | Estádio Hermínio Vignoli                 | --         | 0 (não possui) | 2             |
| São Paulo Futebol Clube                    | Londrina          | Microrregião de Londrina          | Lugar                       | Estádio Vitorino Gonçalves Dias          | --         | 0 (não possui) | 2             |
| Estrela do Norte                           | Ibiporã           | Microrregião de Londrina          | Lugar                       |                                          | --         | 0 (não possui) | 3             |
| Cambará Atlético Clube                     | Cambará           | Microrregião de Jacarezinho       | Campeão da Zona Norte Velho | Estádio Gustavo Nunes Diniz              | --         | 0 (não possui) | 5             |
| Ribeirão Claro Futebol Clube               | Ribeirão Claro    | Microrregião de Jacarezinho       | Lugar                       | --                                       | --         | 0 (não possui) | 5             |
| Associação Esportiva Jacarezinho           | Jacarezinho       | Microrregião de Jacarezinho       | Lugar                       | Estádio Pedro Vilela                     | --         | 0 (não possui) | 12            |
| União Bandeirante Futebol Clube            | Bandeirantes      | Microrregião de Cornélio Procópio | Lugar                       | Estádio Comendador Luís Meneghel         | --         | 0 (não possui) | 1             |
| CAFE                                       | Cianorte          | Microrregião de Cianorte          | Lugar                       | Estádio Municipal Olímpico Albino Turbay | --         | 0 (não possui) | 1             |

#### Resultado final Série Norte
Neste grupo, o campeão foi o G.E. Maringá, que participa da final do campeonato pelo terceiro ano consecutivo.
- Campeão - Grêmio Esportivo Maringá[1]

## Regulamento
O campeonato foi dividido em dois grupos: Série Sul e Série Norte. Os dois melhores colocados de cada grupo, disputaram uma final, com jogos de ida e volta, e o campeão de cada grupo obteve o direito de disputar a final do campeonato paranaense de 1965.
Os dois finalistas disputaram duas partidas, ida e volta, para conhecer o campeão estadual.

## Final
C.A. Ferroviário, campeão pela Série Sul e Grêmio Esportivo Maringá, campeão pela Série Norte, disputaram as finais do campeonato paranaense de 1965. As finais ocorreram em duas partidas.
No estádio Willie Davids, em Maringá, no dia 13 de março de 1966, ocorreu a primeira partida com a vitória do visitante (G.E. Maringá 0 x 1 A.C. Ferroviário).
Com um público pagante de 8.523 torcedores que compareceram ao estádio Durival de Brito no dia 20 de março de 1966 para assistir a segunda partida da final, o A.C. Ferroviário venceu por 3 x 1 o G.E. Maringá e sagrou-se campeão pela sétima vez no estadual.

## Campeão
| Campeão Paranaense de 1965           |
| ------------------------------------ |
| Clube Atlético Ferroviário 7° Título |